# Haptanthus
Haptanthus, monotipski biljni rod dvosupnica smješten u porodicu Šimširovke (Buxaceae), dio reda šimširolike. Kasnije je predložena nova monogenerička porodica Haptanthaceae na temelju svojih jedinstvenih morfoloških karakteristika (Nelson, 2001).
Jedina vrsta je H. hazlettii, grm ili drvo koje raste jedino na malenom području tropskih kišnih šuma u Hondurasu. Poznat je samo iz nekoliko primjeraka na jednom lokalitetu koji je stalno ugrožen (Shipunov 2011.).